# Encyclia
Genre
Classification phylogénétique
Encyclia est un genre de la famille des Orchidacées distinct des Epidendrum depuis 1961 grâce aux travaux de Robert L. Dressler sur les orchidées. 172 espèces originaires d'Amérique centrale et que l'on trouve depuis le niveau de la mer et jusqu'à 2000 mètres d'altitude.

## Historique
C'est en 1828 que la première orchidée de ce genre fut prélevée à Rio de Janeiro par William Harrison et envoyée à Sir William Jackson Hooker pour classification. Il s'agissait d' Encyclia viridiflora qui est une espèce aujourd'hui disparue mais dont deux spécimens sont conservés à l'herbarium de Lindley dans les jardins botaniques royaux de Kew. 

## Culture
Leur culture ressemble à celle des Cattleyas mais avec une lumière plus importante. Une petite période de repos est nécessaire mais sans jamais laisser dessécher le milieu de culture. La multiplication est facile par prélèvement des pseudobulbes ou par division des touffes . 

## Taxonomie
Avant 1997, le genre comprenait 242 espèces mais certaines  ont été transférées dans le genre Prosthechea d'après les travaux de  W.E.Higgins et deux espèces sont rattachées au genre Euchile depuis 1998 (Euchile citrina et Euchile mariae) 

## Liste des espèces
- Encyclia acicularis (Bateman ex  Lindl.)  Schltr. 1914. Cf. Encyclia bractescens.
- Encyclia acuta  Schltr. 1925. Cf. Encyclia chloroleuca.
- Encyclia acutifolia  Schltr. 1923.
- Encyclia adenocarpa  Schltr. 1914.
- Encyclia adenocaula  Schltr. 1918.
- Encyclia advena  Rchb.f. 1935.
- Encyclia aenicta  Dressler &  G.E.Pollard 1971.
- Encyclia alata  Schltr. 1914.
- Encyclia albopurpurea (Barb.Rodr.)  Porto &  Brade 1935.
- Encyclia alboxanthina  Fowlie 1990.
- Encyclia altissima  Schltr. 1914.
- Encyclia amanda (Ames)  Dressler 1971. Cf. Encyclia chloroleuca.
- Encyclia amazonica  Brongn. ex  Neumann 1846.
- Encyclia ambigua (Lindl.)  Schltr. 1914.
- Encyclia amicta (L.Linden &  Rchb.f.)  Schltr. 1919. Cf. Encyclia flava
- Encyclia andrichii  L.C.Menezes 1992.
- Encyclia angustifolia (Sw.)  Schltr. 1918.
- Encyclia angustiloba  Schltr. 1921.
- Encyclia archilae  W.E.Higgins 2009.
- Encyclia argentinensis (Speg.) Hoehne 1952.
- Encyclia aromatica  Schltr. 1914. Cf. Encyclia incubens.
- Encyclia aspera (Lindl.)  Schltr. 1918.
- Encyclia asperirachis  Garay 1953. Cf. Encyclia aspera
- Encyclia asperula  Dressler &  G.E.Pollard 1974.
- Encyclia atrorubens (Rolfe)  Schltr. 1918. Cf. encyclia diota subsp. atrorubens.
- Encyclia auyantepuiensis  Carnevali &  I.Ramirez 1994.
- Encyclia bahamensis (Griseb.)  Britton &  Millsp. 1920. Cf. Encyclia rufa.
- Encyclia belizensis (Rchb.f.)  Schltr. 1918. Cf. Encyclia alata subsp. virella.
- Encyclia betancourtiana Carnevali &  I.Ramirez 2004.
- Encyclia bicornuta Brade 1943. Cf. Encyclia flava.
- Encyclia bipapularis (Rchb.f.)  Acuña 1939.
- Encyclia bocourtii Muj. &  Pupulin 2005.
- Encyclia bohnkiana V.P.Castro &  Campacci 1999.
- Encyclia bracteata (Barb.Rodr.)  Schltr. ex  Hoehne 1930.
- Encyclia bractescens (Lindl.)  Hoehne 1952.
- Encyclia bradfordii (Griseb.)  Carnevali &  I.Ramirez 1986.
- Encyclia bragancae Ruschi 1976.
- Encyclia brenesii Schltr. 1923. Cf. Encyclia mooreana
- Encyclia buchtienii Schltr. 1929. Cf. Encyclia steinbachii.
- Encyclia burle-marxii Pabst 1979. Cf. Encyclia Argentinensis.
- Encyclia caicensis Sauleda &  R.M.Adams 1978.
- Encyclia cajalbanensis Muj.,  Bocourt &  Pupulin 2004.
- Encyclia calderoniae Soto Arenas 2002. (publ. 2003)
- Encyclia candollei (Lindl.)  Schltr. 1914
- Encyclia capartiana (L.Linden)  Fowlie &  Duveen 1992. Cf. Encyclia osmantha.
- Encyclia cardimii Pabst &  A.F.Mello 1977. Cf. Encyclia oncidioides.
- Encyclia caximboensis L.C.Menezes 1992.
- Encyclia ceratistes (Lindl.)  Schltr. 1919
- Encyclia chapadensis L.C.Menezes 1993.
- Encyclia chiapasensis Withner &  D.G.Hunt 1994
- Encyclia chironii V.P.Castro & J.B.F.Silva 2004.
- Encyclia chloroleuca (Hook.)  Neumann
- Encyclia clovesiana L.C.Menezes &  V.P.Castro 2007.
- Encyclia conchichila (Barb.Rodr.)  Porto &  Brade 1935. Cf. Encyclia flava.
- Encyclia confusa L.C.Menezes 1991. Cf. Encyclia argentinensis
- Encyclia conspicua (Lem.)  Porto &  Brade 1935. CF. Encyclia rosea.
- Encyclia contrerasii R.González 1997.
- Encyclia cordigera (Kunth)  Dressler 1964.
- Encyclia cyperifolia (C.Schweinf.)  Carnevali &  I.Ramirez 1993
- Encyclia dasilvae V.P.Castro &  Campacci 2000.
- Encyclia davidhuntii Withner & M.Fuente 2001.
- Encyclia delacruzii W.E.Higgins &  Archila 2009.
- Encyclia dichroma (Lindl.)  Schltr. 1914.
- Encyclia dickinsoniana (Withner) Hamer 1985. Cf. Encyclia guatemalensis
- Encyclia diota (Lindl.)  Schltr. 1918.
- Encyclia diurna (Jacq.)  Schltr. 1919.
- Encyclia doeringii Hoehne 1946. Cf. Encyclia cordigera
- Encyclia duboisiana Neumann 1845.
- Encyclia dutrae Pabst 1955. Cf. Encyclia pauciflora
- Encyclia duveenii Pabst 1976.
- Encyclia edithiana L.C.Menezes 1996.
- Encyclia elegantula Dressler 2004.
- Encyclia ensiformis (Vell.)  Hoehne 1952. Cf. Encyclia oncidioides
- Encyclia euosma (Rchb.f.)  Porto &  Brade 1935.
- Encyclia expansa (Rchb.f.)  P.Ortiz 1991.
- Encyclia × fabianae B.P.Faria 2007.
- Encyclia fehlingii (Sauleda) Sauleda &  R.M.Adams 1981.
- Encyclia flabellata (Lindl.)  B.F.Thurst. &  W.R.Thurst. 1977.
- Encyclia flabellifera Hoehne &  Schltr. 1926. Cf. Encyclia euosma
- Encyclia flava (Lindl.)  Porto &  Brade 1935.
- Encyclia fowliei Duveen 1990.
- Encyclia fucata (Lindl.)  Schltr. 1914.
- Encyclia gallopavina (Rchb.f.)  Porto &  Brade 1935.
- Encyclia garciae-esquivelii Carnevali &  I.Ramirez 2004.
- Encyclia garzonensis Withner 2000.
- Encyclia ghillanyi Pabst 1976. Cf. Encyclia rosea
- Encyclia glandulosa (Kunth)  P.Ortiz 1991. Cf. Encyclia diurna
- Encyclia gonzalezii L.C.Menezes 1991.
- Encyclia goyazensis L.C.Menezes 1991.
- Encyclia gracilis (Lindl.)  Schltr. 1914.
- Encyclia granitica (Lindl.)  Schltr. 1919.
- Encyclia gravida (Lindl.)  Schltr. 1918. Cf. Encyclia oncidioides
- Encyclia guadalupeae R.González &  Alvarado 1999.
- Encyclia guatemalensis (Klotzsch) Dressler &  G.E.Pollard 1971.
- Encyclia guianensis Carnevali & G.A.Romero 1994.
- Encyclia × guzinskii Sauleda &  R.M.Adams 1990.
- Encyclia halbingeriana Hágsater H& Soto Arenas 2008.
- Encyclia hanburyi (Lindl.)  Schltr. 1914.
- Encyclia hermentiana Brongn. ex  Neumann 1846.
- Encyclia × hillyerorum Sauleda &  R.M.Adams 1990.
- Encyclia hircina (A.Rich..)  Acuña 1939. Cf. Encyclia fucata
- Encyclia hodgeana (A.D.Hawkes) Beckner 1970. Cf. Encyclia altissima.
- Encyclia hollandae Fowlie 1990. Cf. Encyclia advena.
- Encyclia howardii (Ames & Correll)  Hoehne 1952.
- Encyclia huebneri Schltr. 1925.
- Encyclia huertae Soto Arenas & R.Jiménez 2002. (publ. 2003).
- Encyclia hunteriana Schltr. 1922. Cf. Encyclia stellata.
- Encyclia ibanezii Archila &  W.E.Higgins 2009.
- Encyclia inaguensis Nash ex  Britton &  Millsp. 1920.
- Encyclia incumbens (Lindl.) Mabb. 1984.
- Encyclia inopinata Leopardi, Carnevali & G.A.Romero, 2016[1].
- Encyclia insidiosa (Rchb.f.)  Schltr. 1920. Cf. Encyclia diota.
- Encyclia ionosma (Lindl.)  Schltr. 1914.
- Encyclia isochila (Rchb.f.)  Dod 1986.
- Encyclia ivoniae Carnevali & G.A.Romero 1994.
- Encyclia jenischiana (Rchb.f.)  Porto &  Brade 1935. Cf. Encyclia rosea
- Encyclia joaosaiana Campacci & Bohnke 2008.
- Encyclia kennedyi (Fowlie &  Withner)  Hágsater 1973.
- Encyclia kermesina (Lindl.)  P.Ortiz 1995.
- Encyclia kienastii (Rchb.f.) Dressler &  G.E.Pollard 1971.
- Encyclia kingsii (C.D.Adams) Nir 1994.
- Encyclia × knowlesii Sauleda &  R.M.Adams 1990.
- Encyclia kundergraberi V.P.Castro &  Campacci 1998.
- Encyclia latipetala (C.Schweinf.)  Pabst 1967. Cf. Encyclia pachyantha
- Encyclia laxa Schltr. 1918. Cf. Encyclia candollei
- Encyclia leucantha Schltr. 1919.
- Encyclia linearifolioides (Kraenzl.)  Hoehne 1938. Cf. Encyclia flava.
- Encyclia lineariloba Withner 2001.
- Encyclia × lleidae Sauleda &  R.M.Adams 1984.
- Encyclia longifolia (Barb.Rodr.)  Schltr. 1914. Cf. Encyclia oncidioides
- Encyclia lorata Dressler &  G.E.Pollard 1974.
- Encyclia × lucayana Sauleda &  R.M.Adams 1981.
- Encyclia lutzenbergeri L.C.Menezes 1990. Cf. Encyclia osmantha.
- Encyclia macrochila (Hook.)  Neumann 1846. Cf. Encyclia cordigera.
- Encyclia maderoi Schltr. 1920.
- Encyclia magdalenae Withner 2000.
- Encyclia mapuerae (Huber)  Brade &  Pabst 1951.
- Encyclia maravalensis Withner 1995.
- Encyclia marxiana Campacci 2003.
- Encyclia megalantha (Barb.Rodr.)  Porto &  Brade 1935. Cf. Encyclia advena.
- Encyclia meliosma (Rchb.f.)  Schltr. 1918.
- Encyclia meneziana J.González 1992. Cf. Encyclia argentinensis.
- Encyclia microbulbon (Hook.)  Schltr. 1918.
- Encyclia microtos (Rchb.f.)  Hoehne 1952.
- Encyclia microxanthina Fowlie 1991. Cf. Encyclia flava.
- Encyclia moebusii H.Dietr. 1985. Cf. Encyclia bipapularis.
- Encyclia monteverdensis M.A.Díaz & Ackerman 2004.
- Encyclia monticola (Fawc. &  Rendle)  Acuña 1939. Cf. Encyclia oncodioides.
- Encyclia mooreana (Rolfe)  Schltr. 1914.
- Encyclia naranjapatensis Dodson 1977.
- Encyclia nematocaulon (A.Rich..)  Acuña 1939.
- Encyclia nemoralis (Lindl.)  Schltr. 1914. Cf. Encyclia adenocaula.
- Encyclia nizandensis Pérez-García &  Hágsater 2002. (publ. 2003)
- Encyclia oblongata (A.Rich..)  Acuña 1939. Cf. Encyclia pyriformis.
- Encyclia obtusa (A.DC.)  Schltr. 1918.
- Encyclia odoratissima (Lindl.)  Schltr. 1914. Cf. Encyclia patens.
- Encyclia oestlundii (Ames, F.T.Hubb. &  C.Schweinf.)  Hágsater &  Stermitz 1983.
- Encyclia oliveirana Campacci 2007.
- Encyclia oncidioides (Lindl.)  Schltr. 1914.
- Encyclia ortgiesii (Regel)  Schltr. 1920. Cf. Encyclia rosea.
- Encyclia osmantha (Barb.Rodr.)  Schltr. 1914.
- Encyclia ossenbachiana Pupulin 2006.
- Encyclia ovulum (Lindl.)  Schltr. 1918. Cf. Encyclia microbulbon.
- Encyclia oxypetala (Lindl.)  Schltr. 1918.
- Encyclia oxyphylla Schltr. 1925.
- Encyclia pachyantha (Lindl.)  Hoehne 1952.
- Encyclia papillosa (Bateman ex  Lindl.) Aguirre-Olav. 1987. Cf. Encyclia adenocarpa.
- Encyclia paraensis V.P.Castro & A.Cardoso 2003.
- Encyclia parallela (Lindl.)  P.Ortiz 1995.
- Encyclia parviflora (Regel)  Withner 1998. Cf. Encyclia alata.
- Encyclia parviloba (Fawc. & Rendle) Nir 1994.
- Encyclia patens Hook. 1830.
- Encyclia pauciflora (Barb.Rodr.)  Porto &  Brade 1935.
- Encyclia pedra-azulensis L.C.Menezes 1992. Cf. Encyclia argentinensis.
- Encyclia pentotis (Rchb.f.) Dressler 1961.
- Encyclia peraltensis (Ames) Dressler 1997.
- Encyclia perplexa Ames 1971.
- Encyclia pflanzii Schltr. 1922. Cf. Encyclia thrombodes.
- Encyclia phoenicea (Lindl.)  Neumann 1846.
- Encyclia picta (Lindl.)  Hoehne 1952.
- Encyclia pilosa (C.Schweinf.)  Carnevali &  I.Ramirez 1993.
- Encyclia piracanjubensis L.C.Menezes 1991. Cf. Encyclia argentinensis.
- Encyclia plicata (Lindl.)  Schltr. 1914.
- Encyclia pollardiana (Withner) Dressler &  G.E.Pollard 1971.
- Encyclia porrecta B.R.Adams & P.J.Cribb 1985. Cf. Encyclia perplexa.
- Encyclia powellii Schltr. 1922. Cf. Encyclia stellata.
- Encyclia profusa (Rolfe) Dressler &  G.E.Pollard 1971.
- Encyclia purpurachyla (Barb.Rodr.)  Porto &  Brade 1935. Cf. Encyclia gallopavina.
- Encyclia purpusii Schltr. 1925. Cf. Encyclia nematocaulon.
- Encyclia pyriformis (Lindl.)  Schltr. 1914.
- Encyclia quesneliana (Henshall)  Withner 2000 Cf. Encyclia rosea.
- Encyclia × raganii Sauleda &  R.M.Adams 1984.
- Encyclia ramonensis (Rchb.f.)  Schltr. 1918. Cf. Encyclia ceratistes.
- Encyclia randii (Barb.Rodr.)  Porto &  Brade 1935.
- Encyclia recurvata Schltr. 1919.
- Encyclia remotiflora (C.Schweinf.)  Carnevali &  I.Ramirez 1994. Cf. Encyclia diurna.
- Encyclia replicata (Lindl.)  Schltr. 1920.
- Encyclia rosariensis Múj.Benítez 2006.
- Encyclia rosea (Gérard) ined.
- Encyclia rufa (Lindl.)  Britton &  Millsp. 1920.
- Encyclia rzedowskiana Soto Arenas 2002. (publ. 2003)
- Encyclia saltensis Hoehne 1938. Cf. Encyclia argentinensis.
- Encyclia santanae B.P.Faria 2007.
- Encyclia santos-dumontii L.C.Menezes 1992.
- Encyclia schmidtii L.C.Menezes 1991. Cf. Encyclia argentinensis.
- Encyclia sclerocladia (Lindl. ex  Rchb.f.)  Hoehne 1952.
- Encyclia seidelii Pabst 1976.
- Encyclia selligera (Bateman ex  Lindl.)  Schltr. 1914.
- Encyclia serroniana (Barb.Rodr.)  Hoehne 1952.
- Encyclia silvana Campacci 2003.
- Encyclia sintenisii (Rchb.f.)  Britton 1924. Cf. Encyclia oncidioides.
- Encyclia sisyrinchiifolia (A.Rich. &  Galeotti)  Schltr. 1918.
- Encyclia spatella (Rchb.f.)  Schltr. 1924.
- Encyclia spiritusanctensis L.C.Menezes 1990.
- Encyclia steinbachii Schltr. 1922.
- Encyclia stellata (Lindl.)  Schltr. 1914.
- Encyclia suaveolens Dressler 1968. (publ. 1971)
- Encyclia subaquila (Lindl.) Nir 1994. Cf. Encyclia angustifolia
- Encyclia tampensis (Lindl.)  Small 1913.
- Encyclia tarumana Schltr. 1925. Cf. Encyclia mapuerae
- Encyclia thienii Dodson 1989. Cf. Encyclia chloroleuca
- Encyclia thrombodes (Rchb.f.)  Schltr. 1921.
- Encyclia tocantinensis V.P.Castro & Campacci 1996.
- Encyclia tonduziana Schltr. 1923. Cf. Encyclia mooreana
- Encyclia trachycarpa (Lindl.)  Schltr. 1918.
- Encyclia trachychila (Lindl.)  Schltr. 1918. Cf. Encyclia ambigua.
- Encyclia trachypus Schltr. 1916. Cf. Encyclia aspera
- Encyclia trautmannii Senghas 2001.
- Encyclia triangulifera (Rchb.f.)  Acuña 1939.
- Encyclia tripartita (Vell.)  Hoehne 1952.
- Encyclia tuerckheimii Schltr. 1918.
- Encyclia unaensis Fowlie 1991.
- Encyclia uxpanapensis Salazar 1999.
- Encyclia vellozoana Pabst 1975. Cf. Encyclia oncidioides.
- Encyclia virens Schltr. 1914. Cf. Encyclia diurna.
- Encyclia viridiflava L.C.Menezes 1991. Cf. Encyclia chloroleuca.
- Encyclia viridiflora Hook. 1828.
- Encyclia wageneri (Klotzsch)  Schltr. 1919. Cf. Encyclia diurna.
- Encyclia withneri (Sauleda) Sauleda &  R.M.Adams 1981.
- Encyclia xerophytica Pabst 1976.
- Encyclia xipheres (Rchb.f.)  Schltr. 1914. Cf. Encyclia nematocaulon.
- Encyclia xipheroides (Kraenzl.)  Porto &  Brade 1935.
- Encyclia xuxaensis Fowlie &  Duveen 1991.
- Encyclia xuxiana Fowlie &  Duveen 1992.
- Encyclia yauaperyensis (Barb.Rodr.)  Porto &  Brade 1935.
- Encyclia zaslawskiana Campacci 2008.

## Liens externes

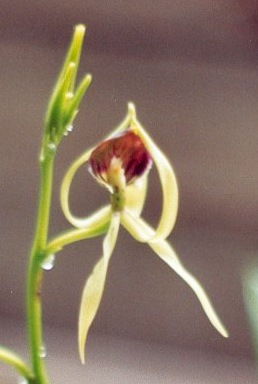
Encyclia cochleata